# Artur London
Artur Gerard London (Mährisch-Ostrau, 1 de fevereiro de 1915 - Paris, 7 de novembro de 1986) foi um político checoslovaco. Conhecido pela sua condenação nos processos de Praga de 1952 (também conhecidos como processo Slánský, nome do seu principal acusado), que tiveram como objetivo eliminar um conjunto de quadros do Partido Comunista Checoslovaco apresentados como opositores ao regime da então República Socialista Checoslovaca.
London era então vice-ministro dos negócios estrangeiros e foi condenado a prisão perpétua, vindo, mais tarde, a ser amnistiado.
Em 1968, London publicou a sua obra mais conhecida, A confissão: na engrenagem do Processo de Praga.
O livro foi adaptado ao cinema pelo realizador grego Costa-Gavras, com o título L'Aveu (A Confissão).